# Barbara Frietchie (film 1911)
Barbara Frietchie è un cortometraggio muto del 1911. Il nome del regista non viene riportato nei credit del film che, prodotto dalla Champion Film Company di Mark M. Dintenfass, fu la seconda versione cinematografica del poema di Whittier.

## Trama
Nel Maryland, Barbara Frietchie, benché odi gli yankees, si innamora di Trumbull, un capitano nordista. Ma il giovane ufficiale resterà mortalmente ferito e Barbara sarà uccisa pure lei. La nonna della ragazza, una donna di sentimenti unionisti, prenderà la bandiera che anni prima le era stata regalata da Thomas Jefferson e la userà per coprire i corpi dei due innamorati.

## Produzione
Il film fu prodotto dalla Champion Film Company, una compagnia indipendente che Dintenfass aveva fondato nel 1909, stabilendone gli studi a Fort Lee, nel New Jersey.

## Distribuzione
Distribuito dalla Motion Picture Distributors and Sales Company, il film - un cortometraggio di una bobina - uscì nelle sale cinematografiche USA il 2 ottobre 1911.